# Tepotzotlán
Tepotzotlán è un comune del Messico, situato nello stato di Messico.